# Кемелова, Динара Амантуровна
Динара Амантуровна Кемелова — киргизский дипломат, общественный деятель, Заместитель министра иностранных дел Кыргызской Республики, Чрезвычайный и Полномочный Посол Кыргызской Республики, юрист-международник, специалист по устойчивому развитию и водным проблемам.

## Биография
Родилась 24 июля 1971 года в селе Боконбаево Иссык-Кульской области.

### Образование
1988—1993 — юридический факультет Московского Государственного Университета, окончила с отличием по специализации международное право.
1994 — Краткое обучение в магистратуре Лондонского университета (Великобритания), Queen Mary and Westfield College,
1996 (09-11) Курсы по правам человека и практике, Бирмингемский Университет, Институт Европейского права,
1997(06-07) Курсы по международному праву, организованные Женевским отделением ООН;
2012—2014 Университет ООН (г. Токио), получила степень Магистра наук в области устойчивого развития и мира.
2013	Курсы по возобновляемой энергии Университета ООН (UN-CECAR).
2015 — диплом Токийского университета и Университета ООН по устойчивому развитию в рамках инициативы Устойчивое развитие и глобальное лидерство.

### Карьера
Трудовую деятельность в системе Министерства иностранных дел Кыргызской Республики начала в 1993 году в качестве 3-го секретаря Международно-правового отдела.
С 1995 года по 2004 года в Международно-правовом департаменте занимала должности 2-го секретаря, советника, затем Заместителя начальника.
С февраля по июнь 1999 года была временно откомандирована в Посольство Кыргызской Республики в Китайской Народной Республике в качестве Советника.
С 2004 года по 2008 год работала первым секретарем Посольства Кыргызской Республики в Японии.
В 2008 году назначена Заведующей консульско-правовым отделом Департамента консульской службы МИД КР.
В октябре 2008 года переведена на должность Заместителя директора Департамента международного экономического сотрудничества.
С февраля 2010 года занимала должность Директора Департамента международного экономического сотрудничества.
Трижды занимала должность Заместителя министра иностранных дел (2010—2012, 2015—2019, 2022). С сент. 2015 — янв. 2019 — Первый заместитель министра иностранных дел Кыргызской Республики.
С 15.01.2019 — Чрезвычайный посол Кыргызской Республики в Республике Корея. С 15.09.2021 — ЧПП КР в Вьетнаме
Преподавала в БГУ и Дипломатической Академии КР. Является также специалистом в области международного права, международных отношений, международных переговоров, мира и безопасности, водной и экологической дипломатии, устойчивого развития, изменения климата, прав человека, гражданства и миграции.
Дипломатический ранг — Чрезвычайный и полномочный посол КР (25.01.2016)
Автор нескольких публикаций и статей в области прав человека, водных проблем, а также двусторонних отношений между Кыргызстаном и Южной Кореей.

## Награды и звания
Награждена Почетной Грамотой Правительства Кыргызской Республики, Почетной Грамотой Кыргызской Республики, Почетной Грамотой Жогорку Кенеша Кыргызской Республики.